# Кубок Аль-Хурафі
Кубок Аль-Хурафі (араб. كأس الخرافي) — колишній футбольний клубний турнір в Кувейті, який проходив під егідою Футбольної асоціації Кувейту з 1998 по 2007 рік. 

## Історія
Турнір започаткований у 1998 році. Першим переможцем сезону 1998/99 став Аль-Арабі (Ель-Кувейт). 
З сезону 2003/04 і до останнього розіграшу 2006/07 у турнірі брали участь 14 команд, поділені порівну на дві групи. Двоє найкращих клубів із кожної групи виходили до півфіналу, де перший з групи 1 грав проти другого з групи 2, а другий з групи 1 проти першого з групи 2. Два переможці півфіналів зустрічалися у фінальній грі за титул. З сезону 2005/06 ще проводився матч за третє місце.

## Фінали
- 1998–99 : Аль-Арабі (Ель-Кувейт)
- 1999–00 : Ас-Сальмія
- 2000–01 : Аль-Арабі (Ель-Кувейт)
- 2001–02 : Аль-Арабі (Ель-Кувейт)
- 2002–03 : Аль-Кадісія 0-0 Казма (6-5 пен.)
- 2003–04 : Казма 1-0 Аль-Арабі (Ель-Кувейт)
- 2004–05 : Аль-Кувейт 1-1 Аль-Кадісія (Кувейт) (5-3 пен.)
- 2005–06 : Аль-Кадісія 2-1 Аль-Арабі (Ель-Кувейт)
- 2006–07 : Казма 1-0 Аль-Кувейт

## Титули за клубами
| Клуб                   | Перемоги |
| ---------------------- | -------- |
| Аль-Арабі (Ель-Кувейт) | 3        |
| Аль-Кадісія            | 2        |
| Казма                  | 2        |
| Аль-Кувейт             | 1        |
| Ас-Сальмія             | 1        |